# Hoplia stenolepis
Hoplia stenolepis är en skalbaggsart som beskrevs av Viktor Apfelbeck 1912. Hoplia stenolepis ingår i släktet Hoplia och familjen Melolonthidae. Inga underarter finns listade i Catalogue of Life.